# Lobaederus fleutiauxi
Lobaederus fleutiauxi is een keversoort uit de familie kniptorren (Elateridae). De wetenschappelijke naam van de soort is voor het eerst geldig gepubliceerd in 1940 door Pierre Lesne. De soort werd genoemd naar de Franse entomoloog Edmond Fleutiaux.